# Véronique Cornet
Véronique Cornet (Charleroi, 31 augustus 1968 – Namen, 14 juli 2015) was een Belgisch volksvertegenwoordiger en burgemeester.

## Levensloop
Als licentiate in de rechten aan de ULB was Véronique Cornet van 1994 tot 1997 gemeenteontvanger in Thuin.
Ze begon aan een politieke loopbaan bij de liberale PRL, in het kielzog van haar grootvader Clotaire Cornet en haar vader Philippe Cornet, allebei burgemeester in Montigny-le-Tilleul. Ze werd in 2001 secretaris-generaal van de PRL-federatie van het arrondissement Charleroi.
Na het overlijden van Etienne Bertrand werd ze in 1997 lid van de Kamer van volksvertegenwoordigers voor het arrondissement Charleroi-Thuin, wat ze bleef tot in 1999. Daarna zetelde ze van 1999 tot aan haar dood in 2015 in het Waals Parlement en van het Parlement van de Franse Gemeenschap. In het Waals Parlement legde ze zich toe op goed bestuur, lokale overheden, ruimtelijke ordening, opleiding, economie, kinder- en gezondheidsbeleid. Van 2004 tot 2015 was ze ondervoorzitter van de assemblee.
In 2000 werd ze verkozen tot gemeenteraadslid van Montigny-le-Tilleul en in 2001 volgde ze haar vader op als burgemeester van de gemeente, een ambt dat ze vervulde tot aan haar dood in 2015. Vanaf 2014 oefende deze functie uit als titelvoerend burgemeester.
Ze overleed in 2015 op 46-jarige leeftijd aan de gevolgen van leukemie, een ziekte waaraan ze al sinds 2011 leed.